# سرخ‌دم لکی
سُرخ‌دُم لَکی نام یک محوطه باستانی متعلق به هزاره نخست پیش از میلاد در شهرستان کوهدشت است. این محوطه در فاصله ۸ کیلومتری از شمال غربی شهر کوهدشت قرار گرفته‌است.
از جمله آثار بدست آمده می‌توان به سنگ‌های حجاری شده با نقش شیر بال‌دار و درخت زندگی اشاره کرد. این محوطه باستانی به شماره ۳۶۳۸ در فهرست آثار ملی ایران به ثبت رسیده‌است.

## وضعیت حفاظت
به گزارش خبرگزاری کشکان، عدم توجه مسئولان و بی مهری بعضی از رهگذران موجب نابودی نسبی قسمتی از این اثر باستانی شده‌است.